# TVB Pearl
TVB Pearl là kênh truyền hình thuộc sở hữu của Television Broadcasts Limited (TVB). Phát sóng chính thức vào ngày 19 tháng 11 năm 1967. TVB Pearl phát sóng chủ yếu bằng tiếng Anh, ngoài ra còn phát sóng các chương trình bằng tiếng Quảng Đông, tiếng Quan Thoại, tiếng Nhật và tiếng Hàn; cùng với đó một số chương trình có phụ đề bằng Chữ Hán phồn thể.